# Windflüchter

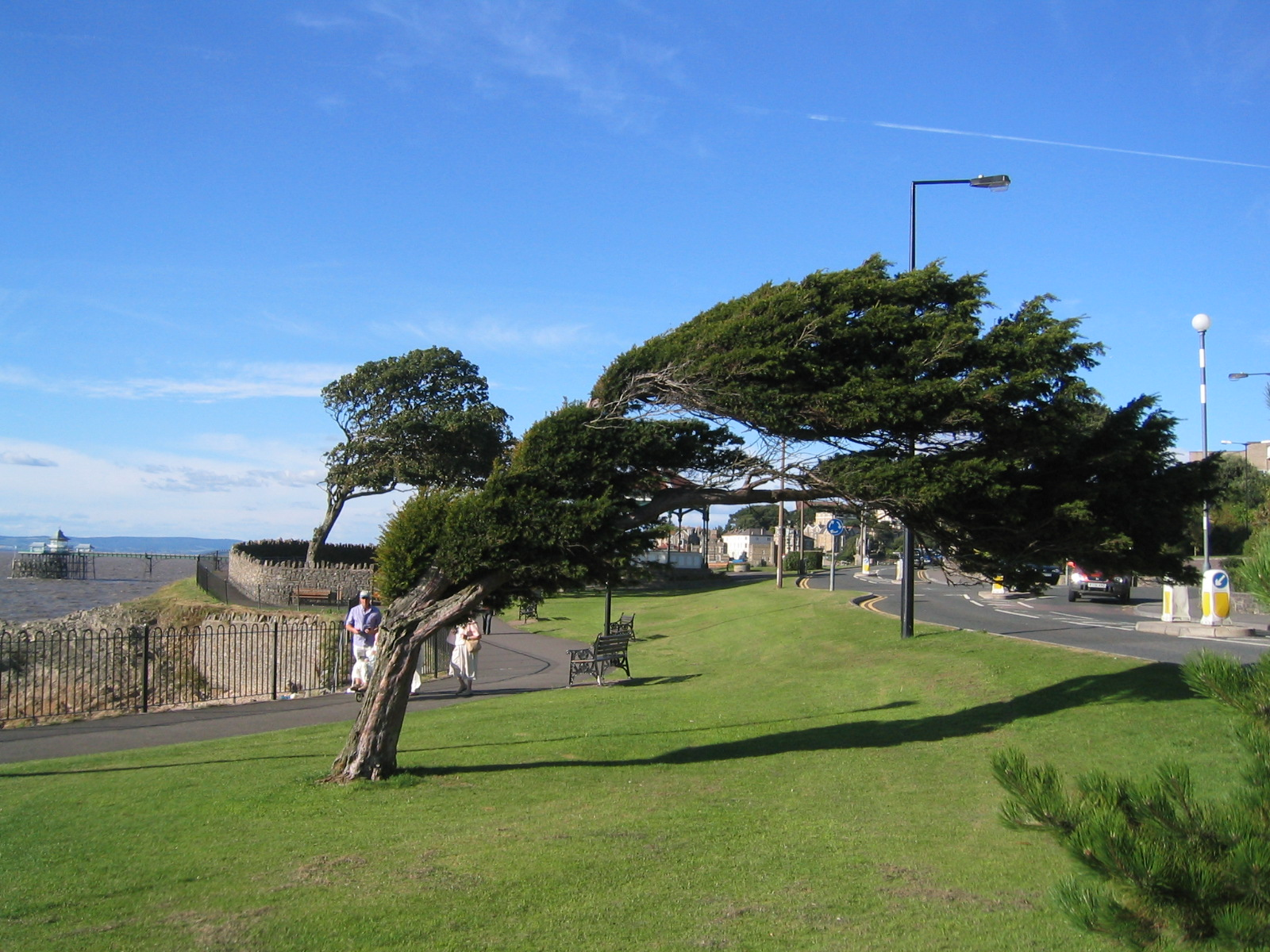
Frei stehende Windflüchter an der Küste in North Somerset

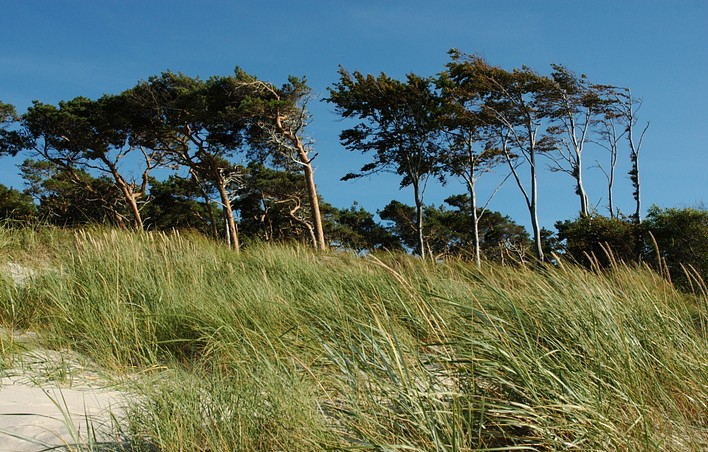
Windschur einer Baumgruppe auf dem Darß

Windflüchter sind Bäume und Sträucher, deren Wuchsform durch vorwiegend aus einer Himmelsrichtung wehenden Wind bestimmt wird. In Ostfriesland werden Windflüchter auf Plattdeutsch als Windlooper, also „Windläufer“, bezeichnet. Windflüchter mit besonders ausgeprägtem Fahnenwuchs werden mancherorts „Windharfen“ genannt, denn ihre Form erinnert entfernt an eine geneigte Harfe. Insbesondere im Winter, wenn Laubbäume kahle Äste haben, können diese dann wie Saiten einer Aeolsharfe aussehen.

## Beschreibung
Die Gewächse weisen einen einseitig verstärkten, der Wetterseite abgeneigten Wuchs auf – die Bäume „flüchten vor dem Wind“. Der „Windwuchs“ geht mit mehr oder minder deutlicher Schiefstellung des Stammes, exzentrischer Jahresringausprägung und fahnenförmiger Kronenbildung einher. In der Forstwirtschaft und Forstbotanik werden diese Merkmale als Wuchsanomalien bezeichnet.
Der Begriff „Windschur“ bezeichnet die Abschrägung des Bestandsdaches ganzer Baumreihen, Alleen und größerer Baumgruppen – die ineinander übergehenden Baumkronen sehen aus „wie geschoren“.

## Vorkommen

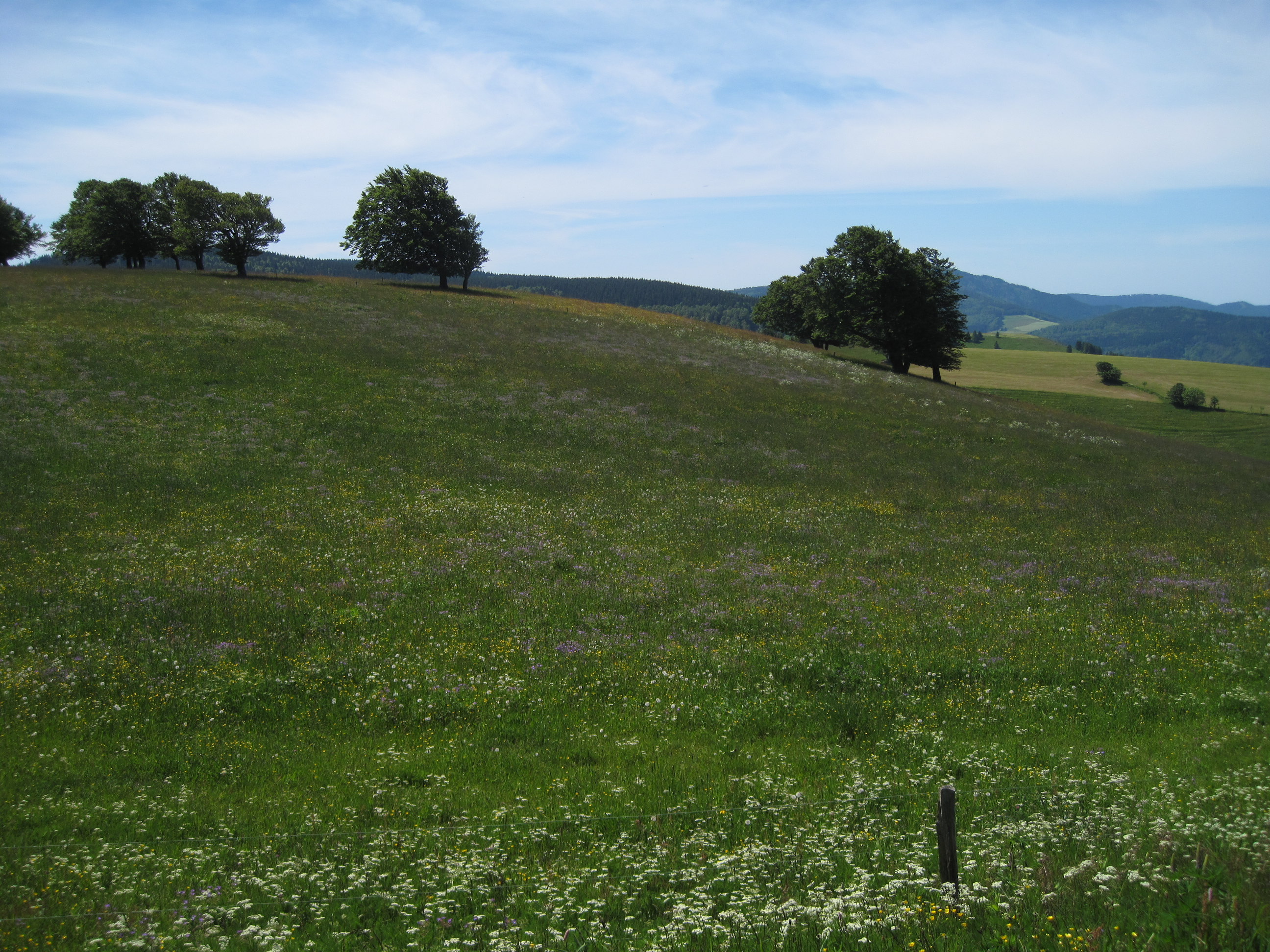
Windflüchterbäume im Naturschutzgebiet Schauinsland (Naturraum Hochschwarzwald).

Entscheidend für die Ausbildung der typischen Windflüchter-Wuchsform ist das Vorhandensein mehr oder weniger konstanter und starker, aber nicht sturmartiger Windverhältnisse, die die Gewächse in die dem Wind abgewandte Richtung zwingen. Dies kann sowohl kleinräumig (z. B. nur an bestimmten Berghängen) als auch großräumig (z. B. in Küstenregionen oder wegen des Mistral im Rhone-Tal) der Fall sein. Nicht als Windflüchter bezeichnet werden demzufolge Bäume, die auf Grund zeitlich begrenzt auftretender Sturmereignisse z. B. durch abgebrochene Äste einseitig geschädigt sind.
Windflüchter treten weltweit insbesondere in ständig windexponierten Freilagen, an Küsten, auf Bergrücken und an Bestandsrändern auf. In Deutschland kommen sie vor allem in den Küstenregionen an Nord- und Ostsee sowie auf diversen höheren, weitgehend baumfreien Bergkuppen und -hängen der Mittelgebirge bis hin zu den Alpen vor.

## Wettertanne

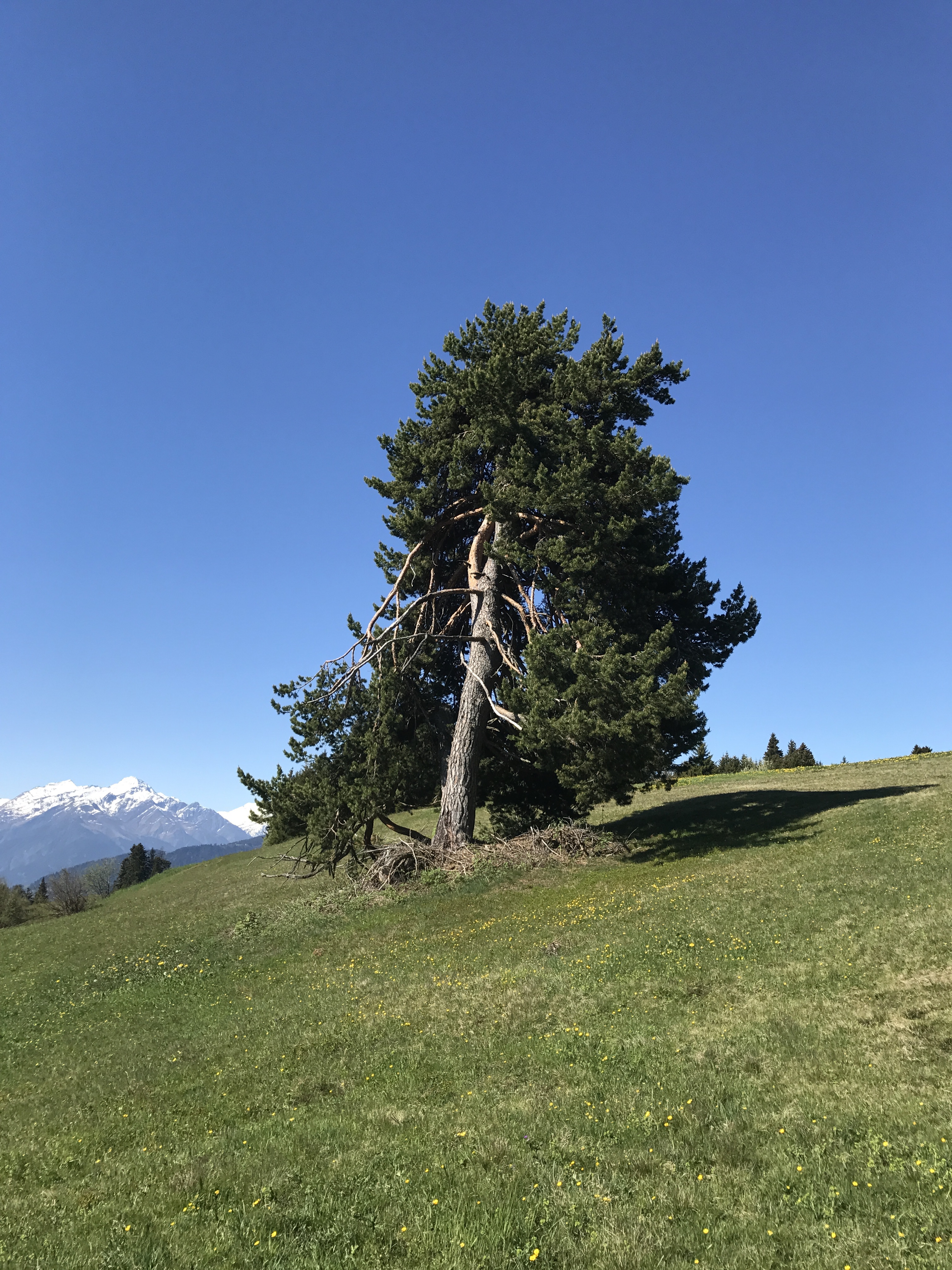
Sog. Wettertanne (hier eine Föhre) oberhalb Laax

Der Begriff Wettertanne bezeichnet einen allein stehenden Nadelbaum, der dem Schutz von Mensch und Vieh vor dem Wetter dient. Es handelt sich häufig um Fichten oder Weißtannen. Wettertannen sind meist von Wind und Wetter zerzaust; dieses Erscheinungsbild macht sie zu einem beliebten Gegenstand in Malerei und Dichtung. Sie werden auch gerne als Metapher verwendet.

## Kulturelle Bedeutung
Markante Windflüchter sind häufig als Wahrzeichen bekannt, so etwa die Sabinas auf El Hierro.
Windflüchter-Formen der Küsten Chinas und Japans wurden vielfach in der Landschaftsmalerei und -graphik dieser Kulturen dargestellt. Der Senfkorngarten, ein Mallehrbuch des 17. Jahrhunderts, rühmt etwa die Meisterschaft des Wang Shu-Ming, Li Cheng („Kiefern mit der Krümmung eines zusammengerollten Drachen oder eines sich aufschwingenden Phönix“) und der beiden Mi, Mi Fei und Mi Youren.
Im Bonsai werden an natürliche Windflüchter angelehnte „Luftformen“ Fukinagashi („Windgepeitschter Bonsai“) genannt.

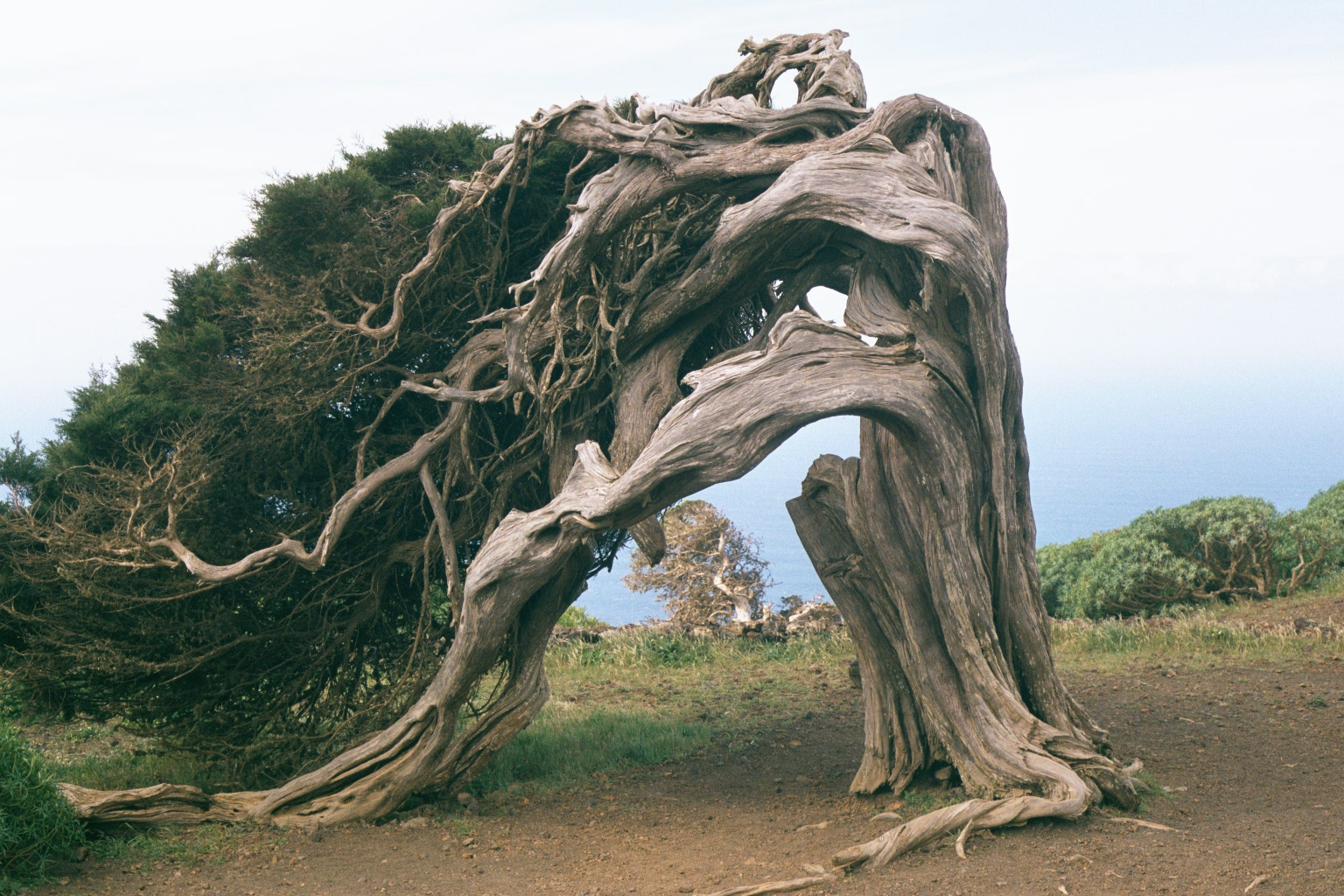
Sabina (Phönizischer Wacholder, Juniperus phoenicea), Wahrzeichen von El Hierro
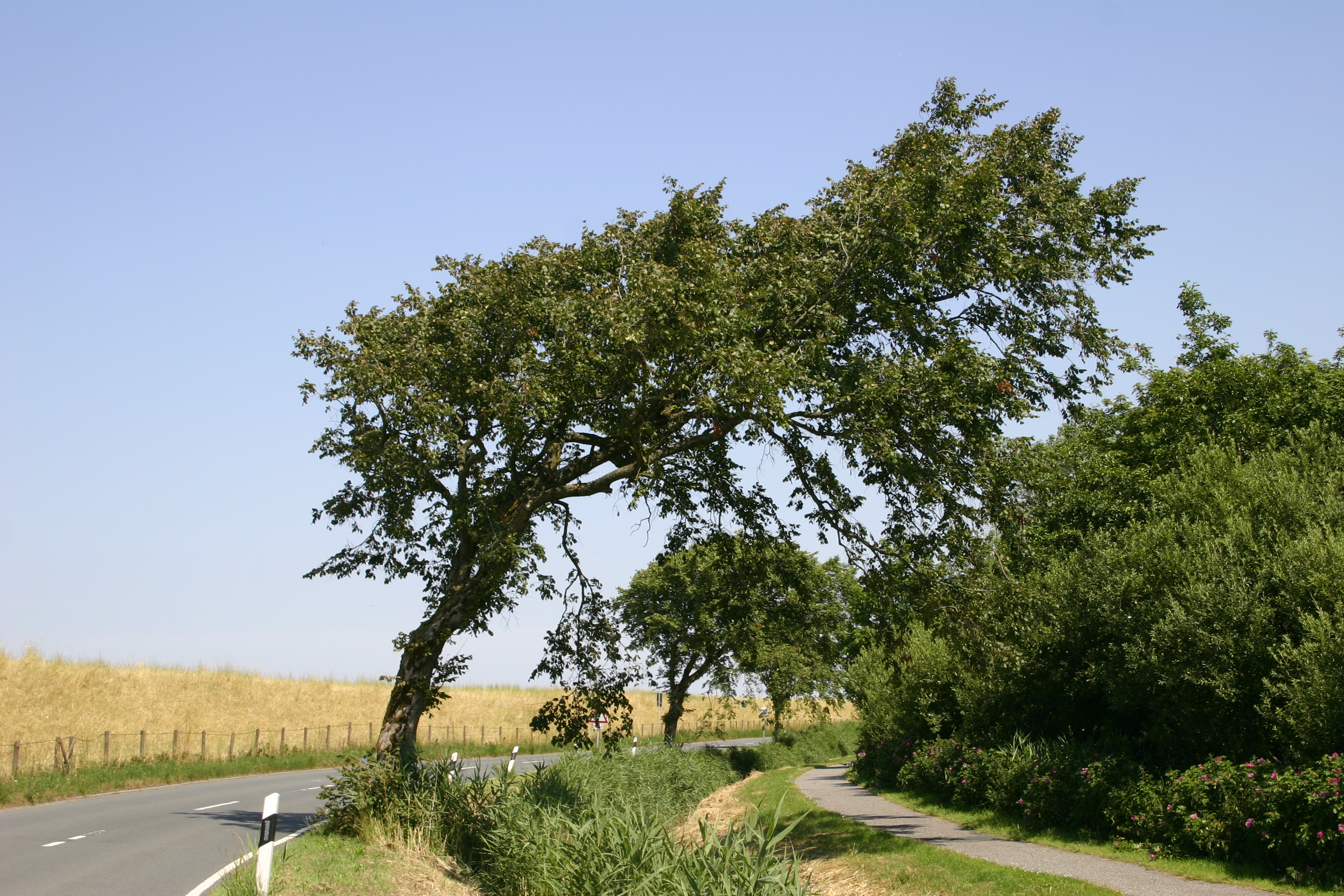
„Windlooper“ nahe Esens in Ostfriesland
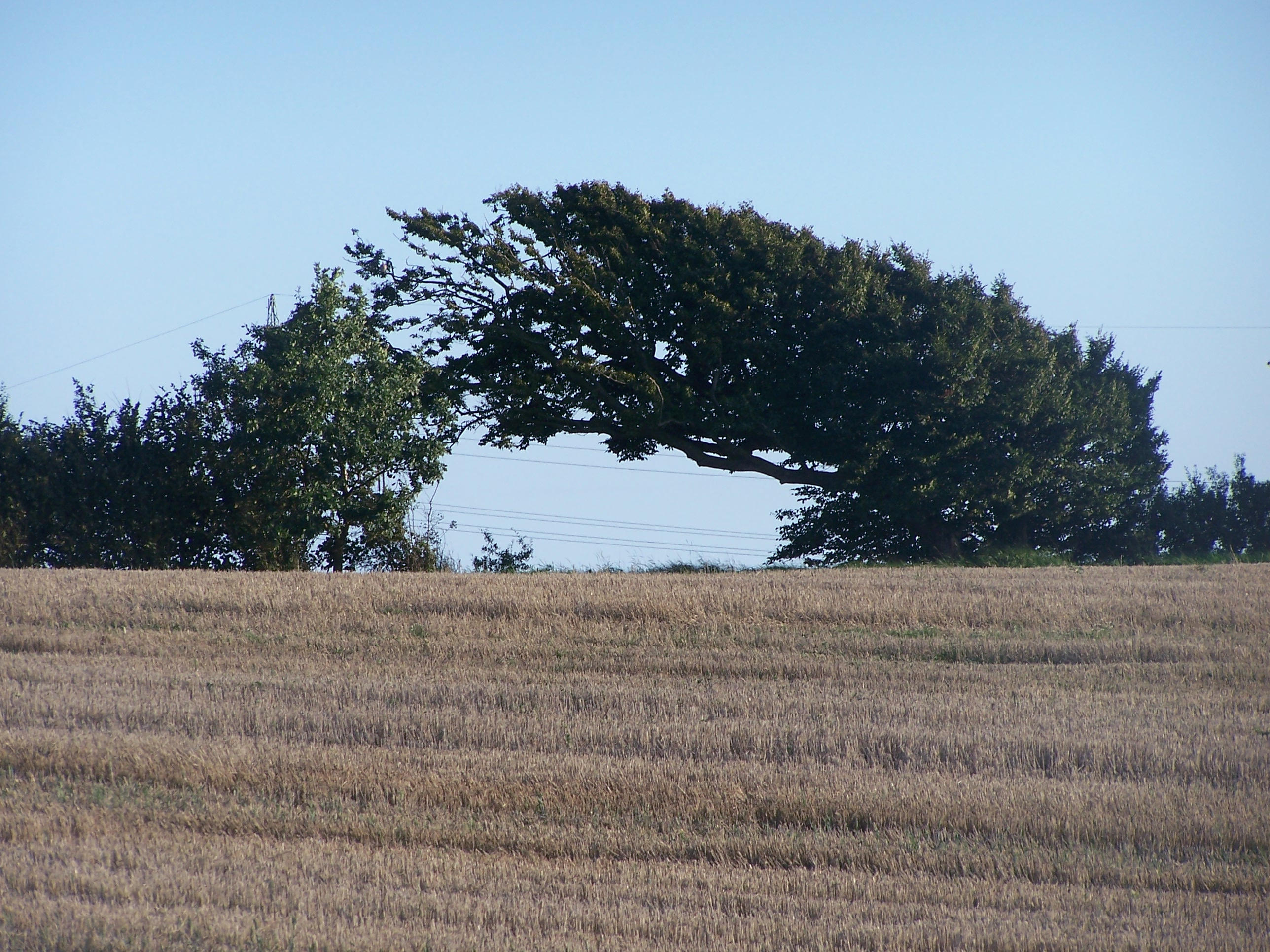
„Windharfe“ bei Albersdorf in Dithmarschen
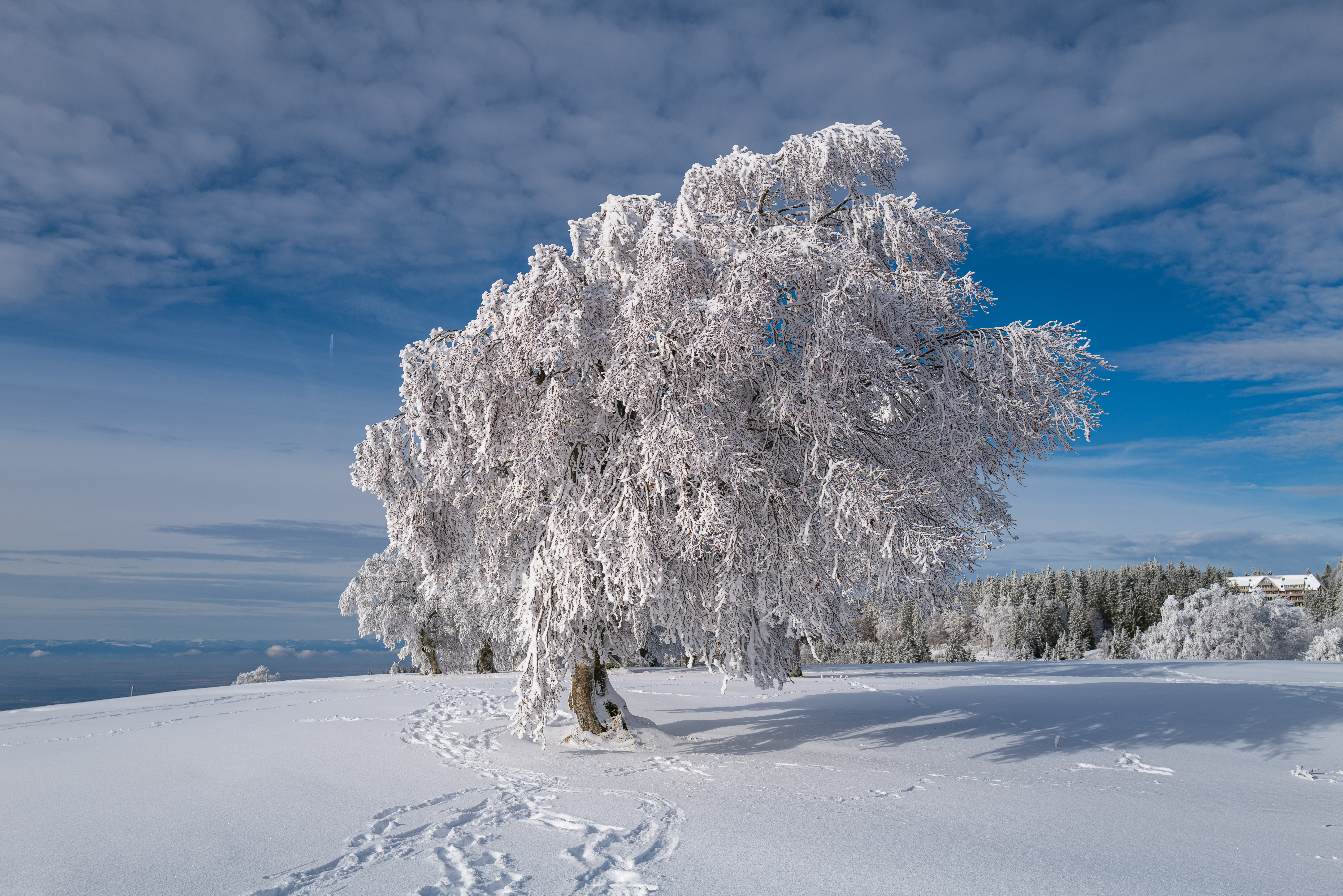
„Windbuche“ auf dem Schauinsland